# 가라몽 (글꼴)
가라몽(프랑스어: Garamond)은 16세기에 프랑스의 식자공 클로드 가라몽이 만든 세리프 글꼴이다.